# غافن وود
غافن جيمس وود (بالإنجليزية: Gavin Wood) عالم حاسوب إنجليزي، ومؤسس إيثريوم ومؤسس بولكادوت وكوساما.

## حياته
ولد وود في لانكستر، إنجلترا، المملكة المتحدة. التحق بمدرسة لانكستر رويال جرامر، حصل على الماجستير في هندسة أنظمة الحاسوب وهندسة البرمجيات في عام 2002 من جامعة يورك، وأكمل درجة الدكتوراه بعنوان «التصور القائم على المحتوى للمساعدة في التنقل المشترك للصوت الموسيقي» في عام 2005.
كان عالم أبحاث في شركة مايكروسوفت. وأحد مؤسسي شبكة سلسة الكتل للإيثريوم، والذي وصفه بأنه «كمبيوتر واحد للكوكب بأكمله». في عام 2014 شغل منصب أول مسؤول تقني في مؤسسة إيثريوم. غادر المؤسسة في يناير من عام 2016.
أسس مؤسسة ويب 3.0، وهي منظمة غير ربحية تركز على البنية التحتية والتقنية اللامركزية للإنترنت، بدءًا من شبكة بولكادوت.
في ظل الغزو الروسي لأوكرانيا في عام 2022، تبرع بمبلغ 5.8 مليون دولار على شكل عملة معماة لدعم أوكرانيا.

## المنشورات
- Ethereum: A Secure Decentralised Generalised Transaction Ledger
- Polkadot: Vision for a Heterogenous Multi-Chain Framework